# Lišaj šeříkový
Lišaj šeříkový (Sphinx ligustri) je noční motýl z čeledi lišajovitých. Je součástí fauny České republiky, patří k poměrně běžným druhům.

## Rozšíření
Lišaj šeříkový se vyskytuje především v Evropě, oblast rozšíření ale zasahuje i do Asie.

Obývá krajinu lesostepního charakteru, zahrady, ale i městské parky, rostou-li zde živné rostliny housenek nebo květiny, ze kterých mohou dospělci sát nektar (zejména šeřík).

## Popis

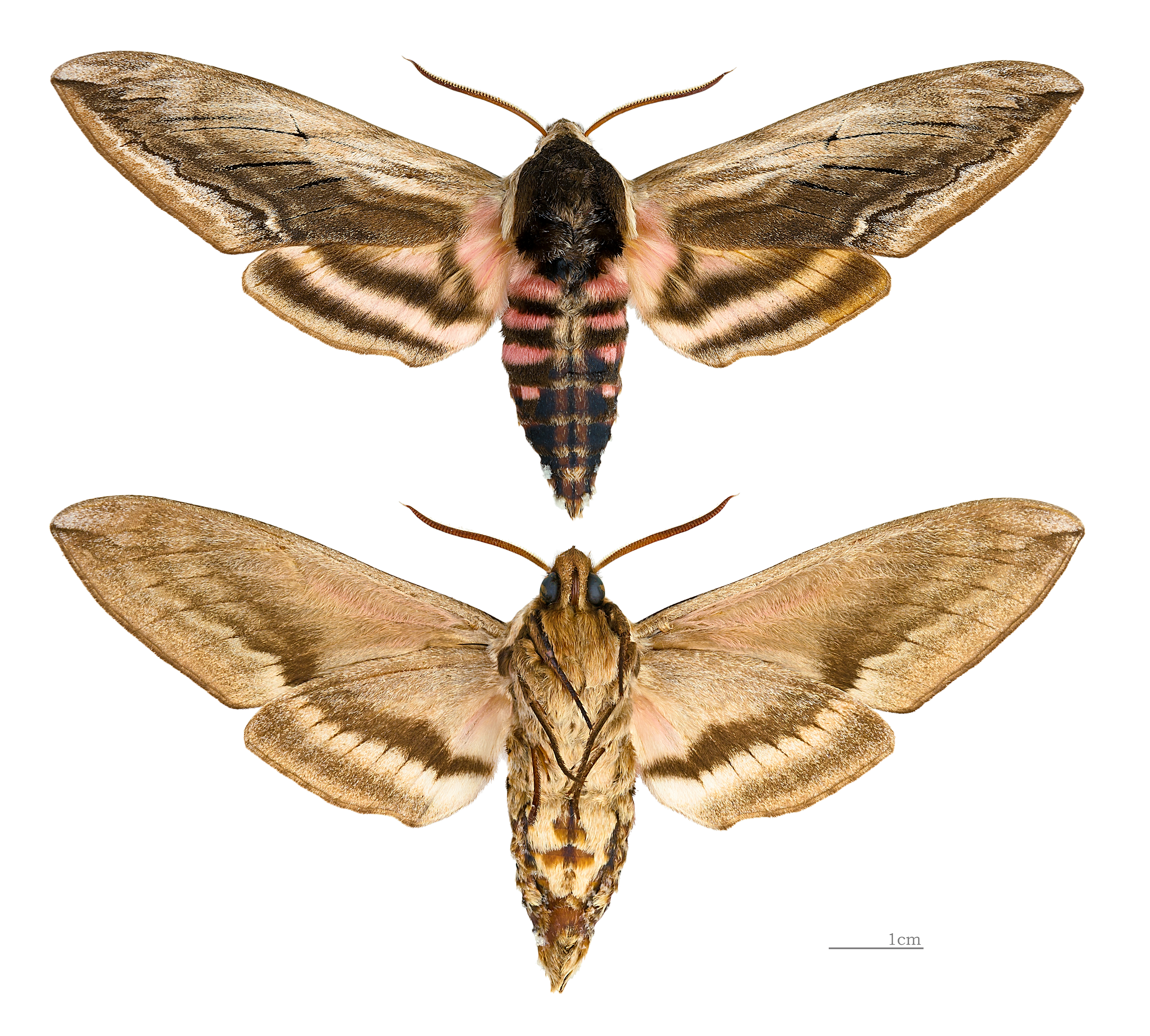
Sbírkový exemplář (samec)
(svrchní a spodní pohled)

Přední křídla jsou 44–50 mm dlouhá, nenápadně šedohnědě zbarvená. Zadní pár křídel je zbarvený růžově se třemi černými příčnými pruhy. Hřbetní strana hrudi je černá, v její zadní polovině bývá pole tvořené světlejšími chloupky. Zadeček je růžový s hnědým podélným pruhem uprostřed hřbetu a černým příčným proužkem na každém článku. Tykadla jsou nápadně světlá až bílá, u samců navíc mírně hřebenitá. Spodina těla je našedlá, nohy jsou černé.

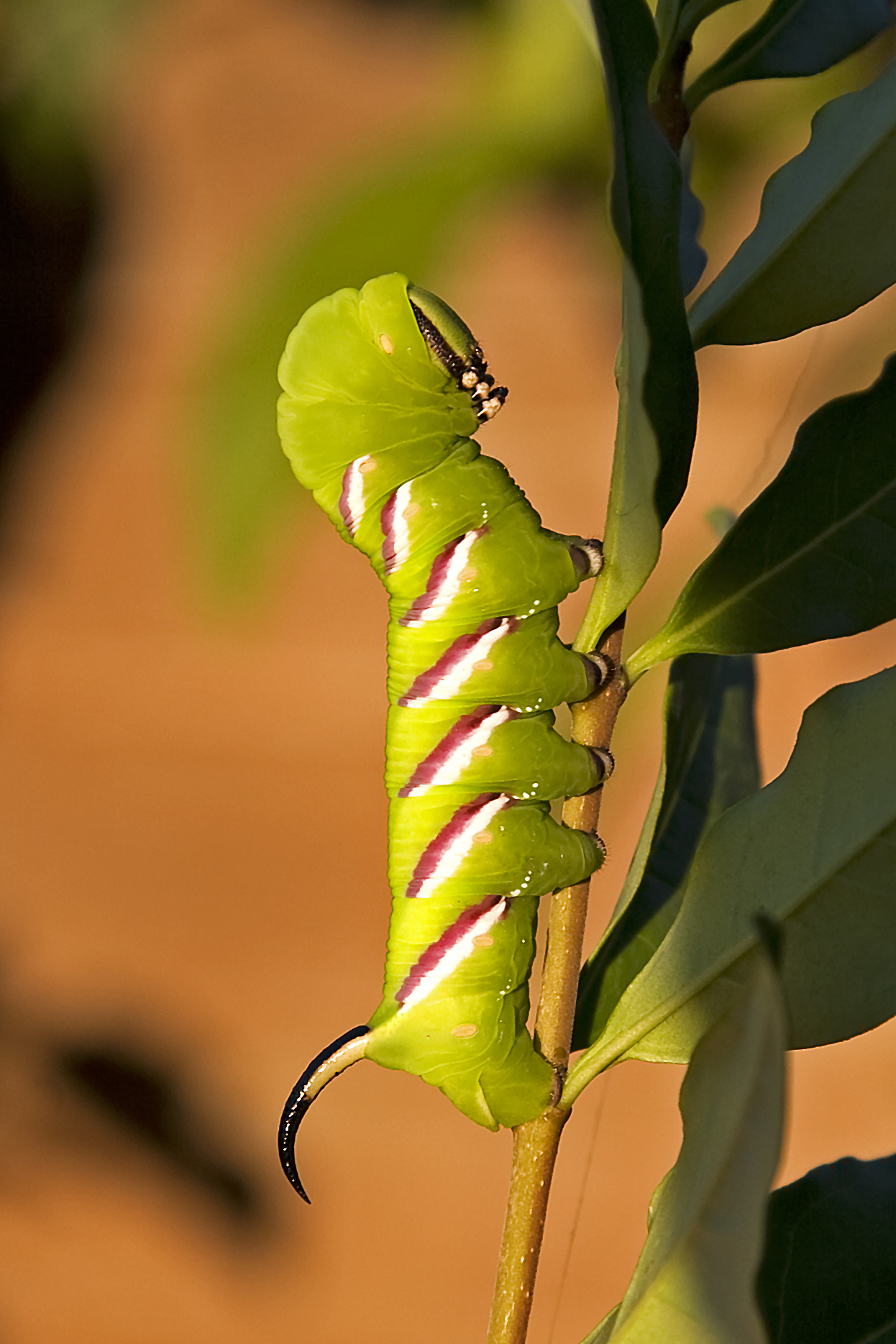
Housenka lišaje šeříkového v obranném postoji

Vajíčka mají zelenou barvu, jsou hladká a kulatá.
Housenky lišaje šeříkového jsou zelené, s dlouhým černo-žlutým růžkem na posledním článku těla. Hlava je zelená s černými svislými proužky na okrajích. Po stranách těla se nachází sedm šikmých, dvoubarevných (nahoře fialová, dole bílá) pruhů, na každém článku kromě 2. a 3. je také oranžově zbarvený průduch. Housenky jsou typické svým obranným postojem, při kterém zvednou přední část těla až po první pár panožek a hlavu stáhnou ke třem párům předních nohou. Působí tak dojmem jakési sfingy – odtud pochází rodové jméno Sphinx a od něj i jméno celé čeledi lišajovitých – Sphingidae.
Kukla je červenohnědá, cca 5 cm dlouhá. Dlouhý sosák budoucího motýla je uložen ve výrazné pochvě, která vystupuje nad povrch kukly a dává jí "nosatý" vzhled. Neodstává nicméně tak výrazně jako u příbuzného lišaje svlačcového.

## Bionomie
S motýly se lze v ČR setkat v jediné generaci od května do srpna. V podvečer a v noci sají v letu nektar z květů, často také přilétají k umělým zdrojům světla. Létají rychle, přímočaře a poměrně hlučně (hluboký bzukot vzniká rychlým vířením křídel). Ve dne odpočívají na kmenech, sloupech nebo zdech, chráněni svým maskovacím zbarvením. Oplozené samičky kladou 150 až 300 vajíček po jednom na živné rostliny, kterými jsou šeřík obecný, tavolník van Houtteův, pámelník, ptačí zob či zlatice převislá; někdy také jasan.

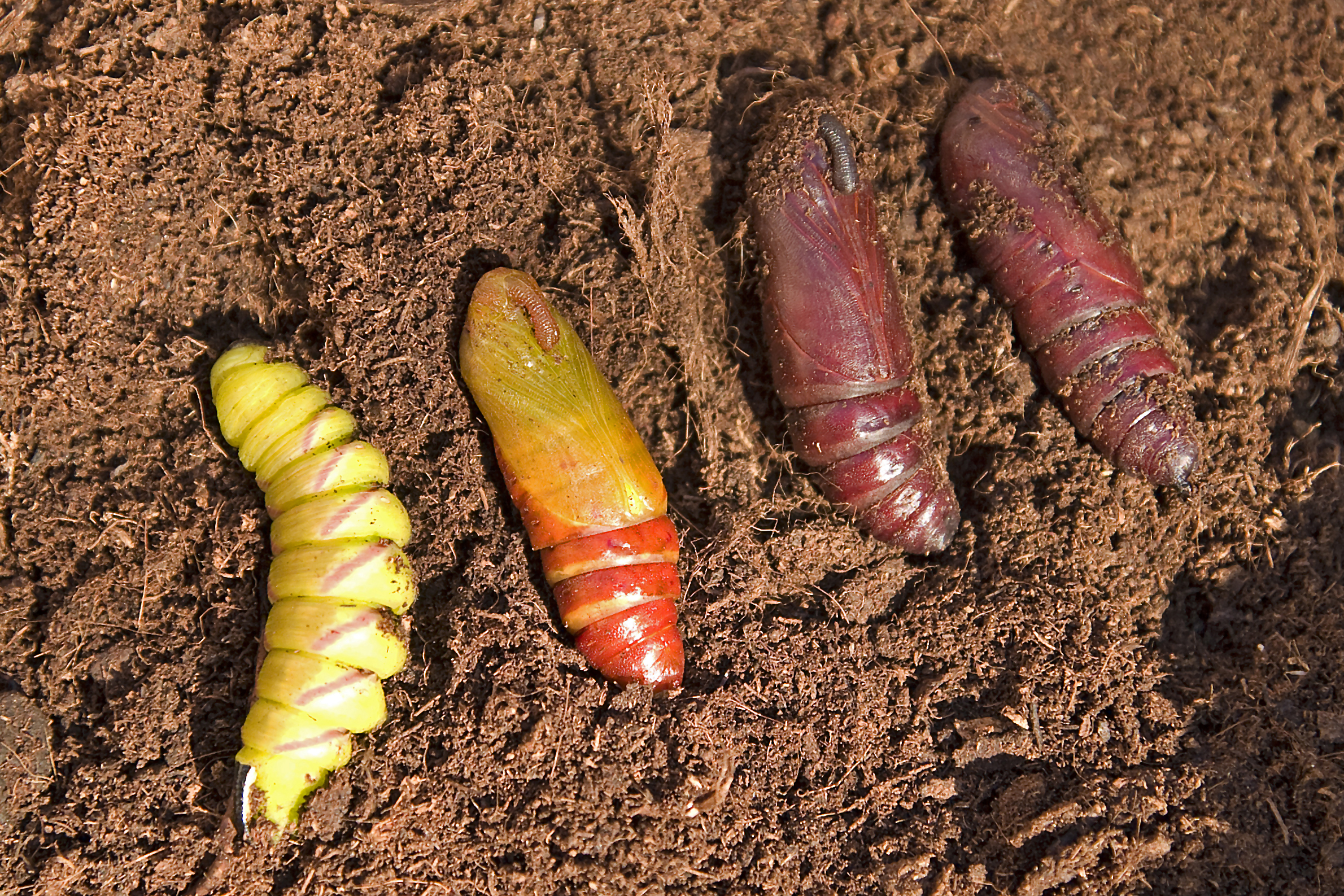
Jednotlivé fáze kuklení housenky

Housenky se líhnou v červnu a zpočátku se pohybují po žilnatině spodní strany listů, teprve v pozdějších instarech vylézají na řapíky a stonky. Vývoj trvá 4–6 týdnů a housenky se během této doby čtyřikrát svlékají. Před kuklením housenky slézají z rostliny a vydávají se na pochod po zemi, než se zahrabou do půdy, kde se kuklí ve zpevněné hliněné komůrce. Proces kuklení trvá cca 12 dní a housenka je během něj citlivá na rušení.
Přezimujícím stádiem je kukla.